# Cosmiometra dasybrachia
Cosmiometra dasybrachia är en sjöliljeart som beskrevs av Hubert Lyman Clark 1916. Cosmiometra dasybrachia ingår i släktet Cosmiometra och familjen Thalassometridae. Inga underarter finns listade i Catalogue of Life.